# Wen-chong Liang
Wen-chong Liang (ook Liang Wen-chong en Wenchong Liang) (Zhongshan, (1978) is een professionele golfer uit de provincie Guangdong in China.
Liang groeide op in Zhongshan, waar de Zhanghshan Golf Club, de eerste moderne Chinese golfbaan in de jaren 80, werd geopend. De club maakte op zijn school bekend dat ze wat jeugd wilden trainen. en hij gaf zich op.

## Amateur
Liang is dertien jaar jonger dan zijn leermeester Lian-wei Zhang en volgt hem in vele opzichten op. Beiden wonnen het Chinees Amateur drie keer, Zhang in 1989, 1991 en 1994, Liang in 1996, 1997 en 1998.

### Gewonnen
- 1996: China Amateur Open Championship
- 1997: China Amateur Open Championship
- 1998: China Amateur Open Championship

## Professional
Ook als professional is Liang de opvolger van Zhang, ditmaal als beste golfer uit China. Hij is ook de enige die in de top 100 van de wereldranglijst heeft gestaan. Hij speelt op de Aziatische PGA Tour, waar hij al enkele toernooien heeft gewonnen, en op de Japan Golf Tour, waar zijn beste prestatie een tweede plaats is. Liang is de tweede Chinees die een toernooi van de Europese PGA Tour (ET) heeft gewonnen. De eerste was Zhang.
Beiden wonnen de Singapore Masters op de Laguna National Golf Club, Zang in 2003, Liang in 2007. Ook daarmee volgde hij Zhang op, als tweede Chinese speler die een toernooi op de Europese Tour won. Door deze overwinning werd Liang meteen lid van de Europese Tour. Later dat jaar speelde hij het PGA Championship (VS) als eerste Chinees ooit. Hij behield eind 2007 zijn Europese kaart en won dat jaar ook nog als eerste Chinees de Order of Merit van de Aziatische PGA Tour (AT), hetgeen hem een uitnodiging bezorgde voor de Masters in 2008.
In 2008 speelde hij 14 toernooien op de Europese Tour, acht daarvan waren in Azië. Hij speelde onder andere het Brits Open, hij haalde de cut, eindigde op de 64ste plaats en was de eerste Chinees die een cut haalde bij een van de Majors. Hij behaalde top 10-plaatsen in Jakarta en Peking.
In 2009 was zijn beste resultaat een tweede plaats bij het Barclays Singapore Open, wat hem € 369.416,04 opleverde. Hij eindigde in de Race To Dubai op de 57ste plaats en nam dus deel aan het Europees Kampioenschap in Dubai.

### Gewonnen

#### Europese PGA Tour
- 2007: Clariden Leu Singapore Masters (ET/AT)

#### Aziatische PGA Tour
- 2007: Clariden Leu Singapore Masters (ET/AT)
- 2008: Hero Honda Indian Open

#### China
- 1999: Kunming Classic, Dalian Classic, Beijing Classic, Shenzhen Classic
- 2000: Shanghai Classic, Beijing Classic
- 2001: Shanghai Classic
- 2002: Dalian Classic
- 2005: Kunming leg (China Tour)
- 2006: Hainan leg (Omega China Tour), Omega Championship
- 2009: Midea China Classic (OneAsia Tour)
- 2010: Luxehills Chengdu Open, Thailand Open

### Teams
- Davidoff Nations Cup: 2001 (met Lian-wei Zhang)
- Visa Dynasty Cup: 2003 (winnaars), 2005 (winnaars)
- World Cup (namens China): 2007, 2008, 2009
- Royal Trophy (namens Azië): 2009 (winnaars), 2010